# The Silver Scream
The Silver Scream — пятый студийный альбом американской металкор группы Ice Nine Kills, выпущенный 5 октября 2018 года на лейбле Fearless Records. Как и их предыдущий альбом, где все треки были вдохновлены различными романами, все треки вдохновлены фильмами ужасов. Некоторые примеры исходного материала: Кошмар на улице Вязов («The American Nightmare»), Пятница 13-еПятница, 13-е («Thank God, It’s Friday») и Техасская резня бензопилой («SAVAGES»). Альбом включает в себя гостевые выступления бывшего вокалиста группы Джереми Шварца, Тони Ловато из Mest, актрисы Челси Талмадж, Рэнди Стромейера из Finch, Бадди Шауба и «JR» Василевски из Less Than Jake, Уилла Салазара из Fenix TX и внука Стэнли Кубрика, Сэма Кубрика из британской группы Shields. Альбом отметил их самые высокие позиции в чартах в США, дебютировав под номером 29 в Billboard 200 и номером два в чарте Hard Rock Albums.

## Запись
Было выпущено пять музыкальных клипов, в которых вокалист Спенсер Чарнас посещает психолога после того, как испытал сны, основанные на песнях («The American Nightmare», «Thank God, It’s Friday», «A Grave Mistake», «Stabbing in the Dark», «It Is the End»). Также было выпущено шестое видео, хотя действие этого происходит на Рождество 1993 года, когда Чарнас был ребёнком и праздновал Рождество со своими родителями («Merry Axe-Mas»).

## Участники записи
- Спенсер Чарнас — вокал, голос за кадром, фортепиано
- Джастин ДеБлик — гитара, вокал, оркестровка, клавишные, программирование, фортепиано, инженерия, микширование
- Джастин Морроу — бас-гитара
- Патрик Галанте — ударные (треки 14–15)
- Джозеф Оккиути — бас-гитара (треки 14–15)
- Дэн Шугарман — соло-гитара (треки 14–15)
- Рики Армеллино — ритм-гитара (треки 14–15)
- Дрю Фульк — продюсирование, сведение, мастеринг
- Джефф Данн — инженер, сведение, мастеринг
- Майк Кортада — обложка альбома

## Переиздание
Делюкс издание, названное «The Silver Scream: Final Cut», было выпущено 25 октября 2019 г. Альбом содержит бонус-треки, включая кавер-версию хита Майкла Джексона, «Thriller», песня о серии фильмов ужасов Крик, один концертный трек, и три акустических трека.